# Stazione di Osilo
La stazione di Osilo è una stazione ferroviaria situata nel comune di Osilo, lungo la ferrovia Sassari-Tempio-Palau, utilizzata esclusivamente per i servizi turistici legati al Trenino Verde.

## Storia

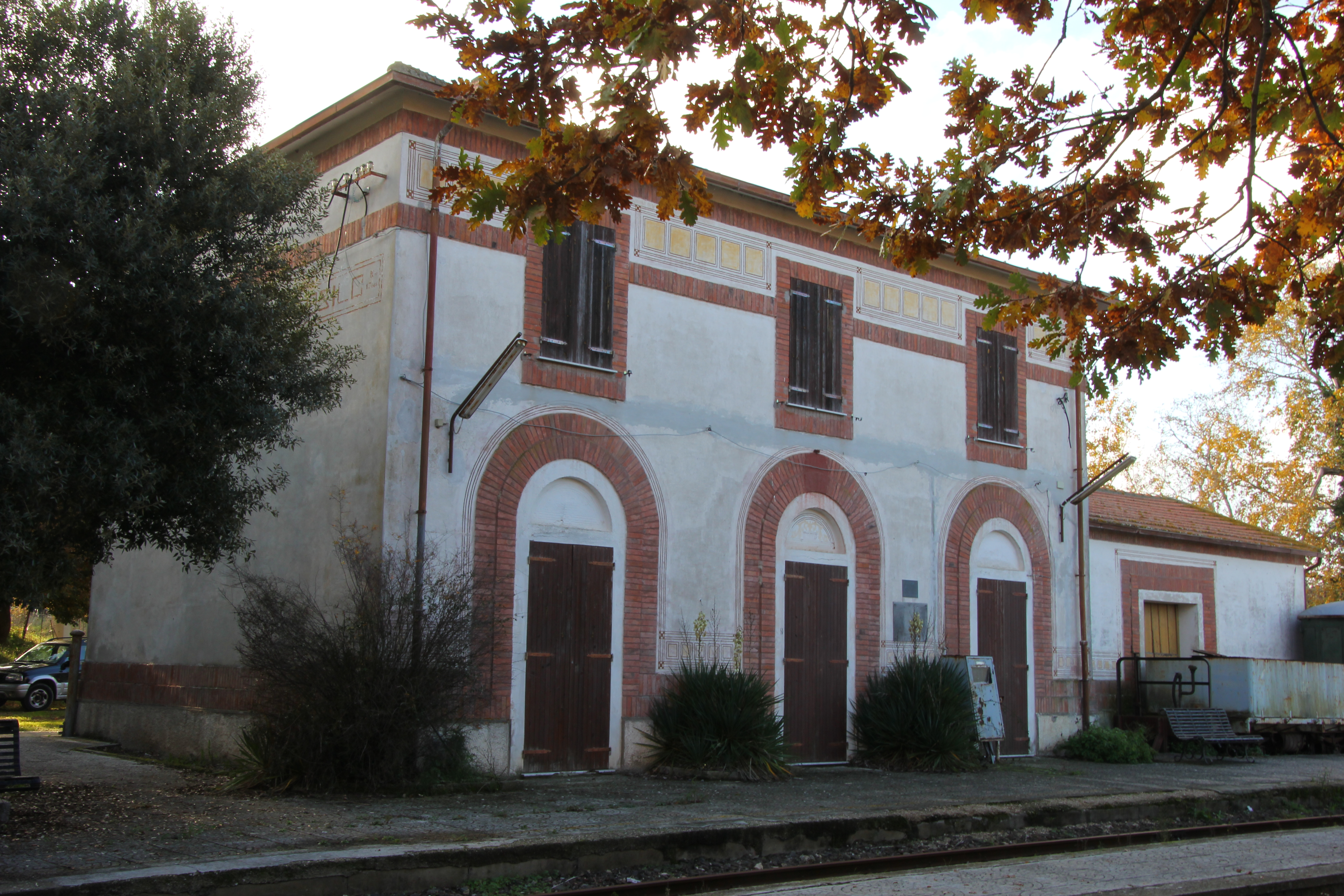
Il fabbricato viaggiatori dell'impianto, in cui dal 2015 vengono ricevuti solo treni turistici

Le origini della stazione coincidono con quelle della ferrovia lungo la quale venne realizzata, la Sassari-Tempio-Palau, costruita ad opera delle Ferrovie Settentrionali Sarde tra la fine degli anni venti e l'inizio dei trenta del Novecento. Le FSS inaugurarono l'impianto insieme al tratto tra Sassari e Tempio Pausania della linea il 16 novembre 1931, cedendo poi la gestione alle Strade Ferrate Sarde nel 1933; alle SFS subentrarono nella titolarità dell'impianto le Ferrovie della Sardegna nel 1989 e in seguito l'ARST nel 2010.
Sotto questa gestione la stazione venne chiusa al servizio di trasporto pubblico ordinario il 1º febbraio 2015, restando attiva per le sole relazioni del Trenino Verde che già interessavano occasionalmente la stazione da alcuni decenni, oltre che con una programmazione a calendario nel periodo estivo dal giugno 1997.
Un plastico della stazione è presente nel Polo museale ATAC di Roma Porta San Paolo.

## Strutture e impianti

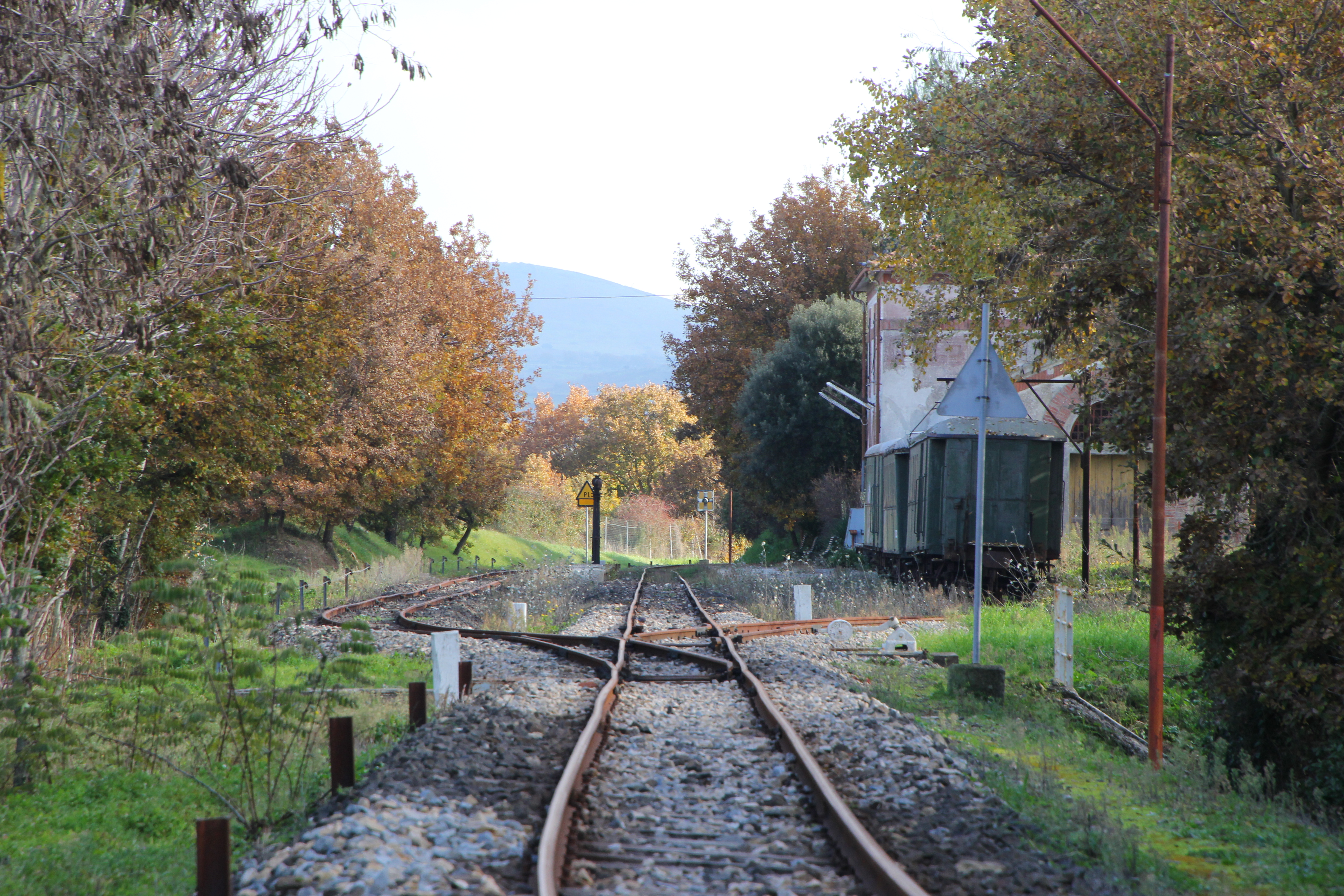
I binari in direzione Palau, con al centro il binario di corsa, a sinistra il binario di incrocio e a destra il tronchino merci

La stazione è di tipo passante ed è dotata complessivamente di tre binari a scartamento ridotto (950 mm), di cui l'uno (di corsa) e il due (passante) attrezzati per la ricezione dei treni viaggiatori e dotati di banchine. Il terzo binario della stazione è un tronchino che serviva il dismesso scalo merci dell'impianto, dotato anche di un piano caricatore e di un magazzino merci.
Seguendo uno schema frequente nelle stazioni di seconda classe delle linee a scartamento ridotto sarde, quest'ultima costruzione è adiacente al fabbricato viaggiatori, una costruzione a pianta rettangolare con sviluppo su due piani e tetto a falde, dotato di tre luci sui lati maggiori. A pochi metri dall'edificio è posto il fabbricato delle ritirate; da segnalare inoltre la presenza di una torre dell'acqua, collegata con un rifornitore idrico posto tra i due binari principali dello scalo.

## Movimento

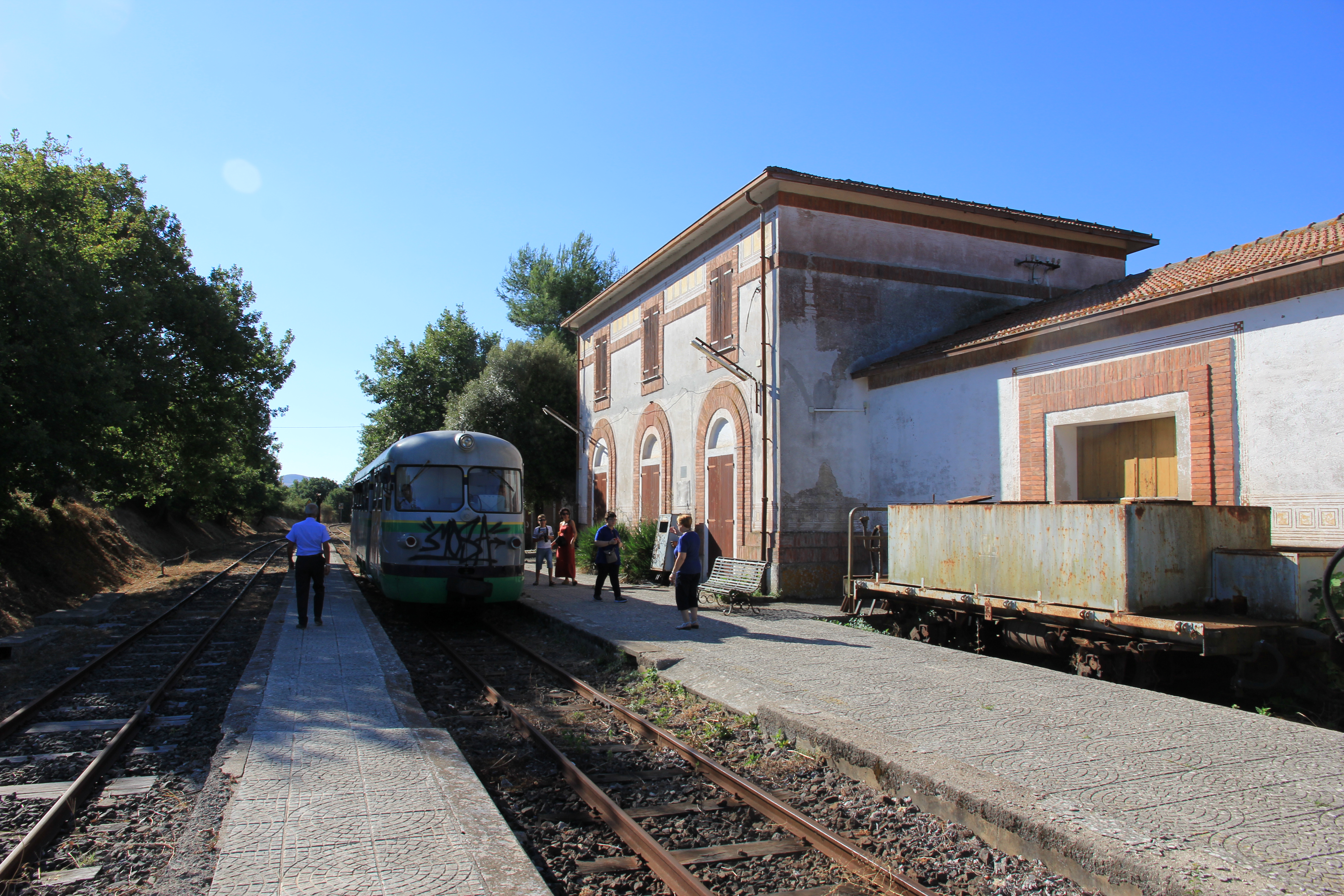
Treno turistico dell'ARST in sosta nell'impianto

L'impianto dal febbraio 2015 è utilizzato esclusivamente per le relazioni turistiche del Trenino Verde, effettuate a cura dell'ARST.

## Servizi

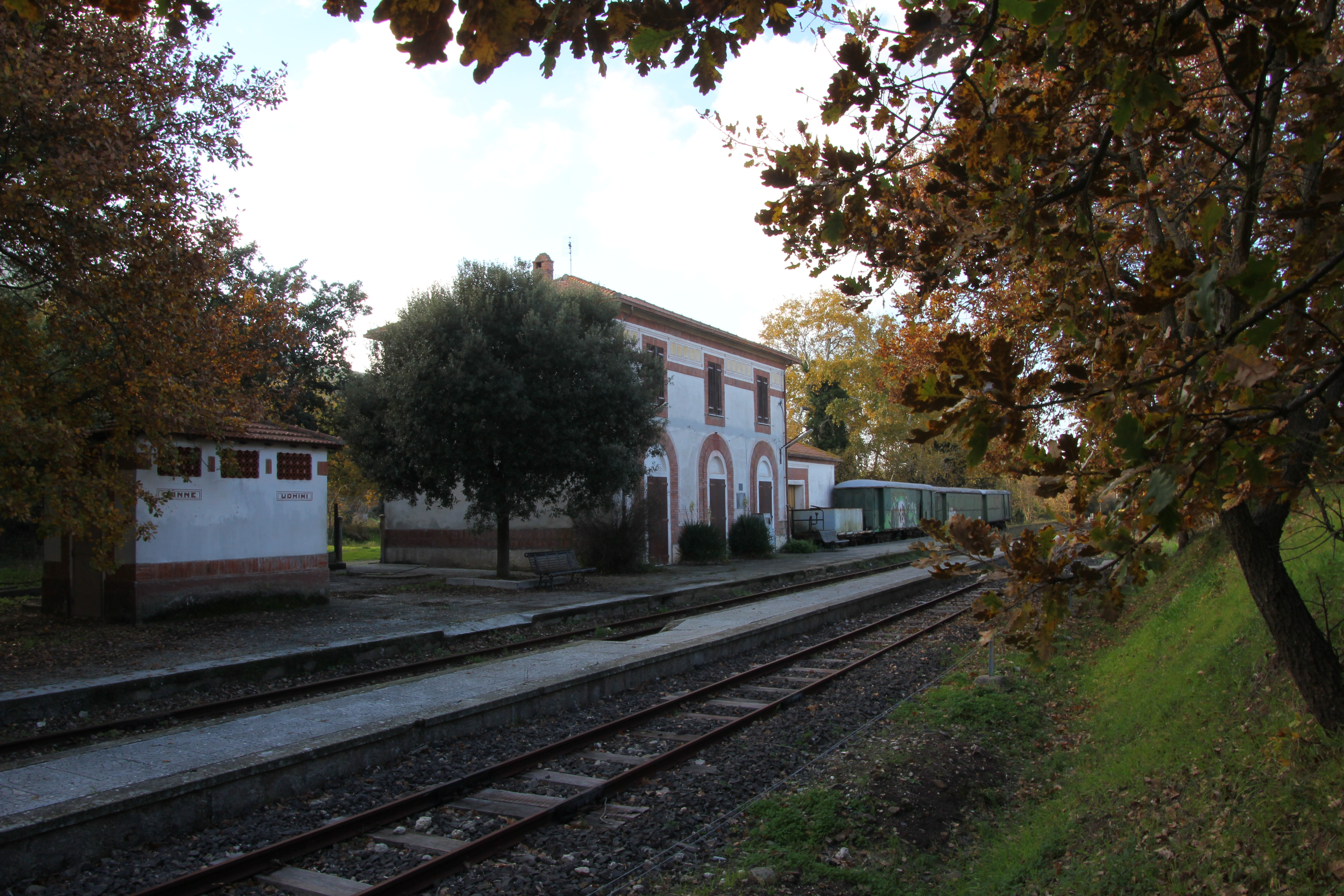
Il fabbricato viaggiatori e alla sua sinistra le ritirate della stazione

La stazione è dotata di sala d'attesa e servizi igienici, che tuttavia non sono di norma a disposizione dell'utenza.
- Sala d'attesa
- Servizi igienici

## Interscambi
All'altezza del bivio di accesso alla stazione è presente una fermata delle autolinee interurbane dell'ARST, colleganti lo scalo con l'abitato osilese e con altri comuni del territorio, tra cui Sorso e Porto Torres.
- Fermata autobus